# Veena Ramgoolam
Veena Ramgoolam (nhũ danh Brizmohun) là vợ của Navin Ramgoolam, lãnh đạo Đảng Lao động và cựu Thủ tướng của Mauritius. Bà giữ chức vụ Người phối ngẫu của Thủ tướng Chính phủ Mauritius trong khi chồng bà giữ chức Thủ tướng hai lần, lần đầu tiên từ năm 1995 đến năm 2000 và một lần nữa từ năm 2005 đến 2014.

## Cuộc sống ban đầu
Veena học ngành khoa học xã hội tại Đại học London. Cô kết hôn với Navin Ramgoolam vào ngày 8 tháng 7 năm 1979.